# Isidre Vilaró i Codina
Isidre Vilaró i Codina (Viver de Segarra, Segarra, 27 d'abril de 1872 - Calaf, Alta Segarra, 26 de novembre de 1930) fou escriptor, mestre i advocat.

## Biografia
Llicenciat en Filosofia i Lletres per la Universitat de Barcelona el 1899-1901 i en Dret el 1903). Va exercir de mestre a l'Escola Normal de Lleida i de professor al Col·legi de St. Vicenç de Paul (Josepets) de Barcelona. El 1905 s'establí a Calaf, on exercí d'advocat. Un carrer d'aquesta vila porta el seu nom.
Es casà amb Rosa Sala i Cassant i van tenir sis fills (Francesc 'Paco', Antònia, Pepita, Dolors 'Lola', Teresina i Ramon) i enviudà el dia 15 d'octubre de 1918 després que la seva esposa donés llum al sisè fill.
Participà activament als Jocs Florals de Barcelona. El 20 de novembre de 1927 el Consistori el va elegir com a mantenidor en la reunió feta al Saló Nou del Consistori. Va fer el discurs de gràcies de l'any 1928 i el 6 de maig de 1928 va ser escollit mantenidor forà.

## Obres
El 1918 publicà el recull de poemes De mon ermot i del verger d'Horaci (83 pàgines) (Tiratge 25 exemplars en paper de fil - numerats- i 475 en paper verjurat - Igualada : Est. Tip. N. Poncell), meitat poesia pròpia i meitat traduccions del poeta llatí, i on dona compte de la tragèdia que havia sofert.
És autor també de versions catalanes d'Horaci: Obres de Q. Horaci (girades de son original llatí en rims catalans - Arts Gràfiques: N. Poncell MCMXXII) i l'Epístola als Pisons, totes dues de 1922. Aquestes traduccions en vers les estigué revisant i corregint fins al final de la seva vida.
Foren aquestes traduccions d'Horaci les que li congriaren l'admiració i l'amistat (sovint epistolar) d'intel·lectuals catalans (Antoni Rubió i Lluch - Llorenç Riber i Campins - Josep Fonts prevere, Joan Franquesa) i també espanyols (Marcelino Menéndez y Pelayo).
Deixà inèdites moltes poesies. Té un vers dedicat a Horaci que diu així:
Perdona, diví mestre, si gosí/ en ton llibre immortal posar la mà/ per a buidar en aspre català/ tos versos emmotllats en dolç llatí./ Si bé no era eixa empresa per a mi,/ em crec que mon treball no serà en va;/ puix que reexiran altres demà,/ on jo, mancat de forces, sucumbí.
En tota lluita solen els primers,/ qui atrevits esgrimeixen els acers,/ morir sens veure el sol de la victòria;/mes si el llorer és sols del vencedor,/ també per a el valent, que lluitant mor,/ la sort reserva son bocí de glòria.
Va presentar tres poemes als Jocs Florals: Llàtzer (1923), Carteta aforística (1923) i Horacianes. Sàtira I i Epístola XVIII (1923).